# William Morris

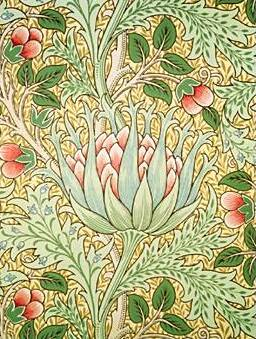
Papel de parede de "Alcachofra", de John Henry Dearle para William Morris & Co., 1897 (Victoria and Albert Museum).

William Morris (Walthamstow, 24 de março de 1834 – Hammersmith, 3 de outubro de 1896) foi um designer têxtil, poeta, romancista, tradutor e ativista socialista inglês. Associado com o movimento artístico britânico Arts & crafts, foi um dos principais contribuidores para o revivalismo das artes têxteis e métodos tradicionais de produção. É considerado um dos precursores da perspectiva projetual de artes aplicadas, conhecida atualmente como Design, e um dos primeiros artistas a se atentar para as fundações sociais da arte. As suas contribuições literárias ajudaram a estabelecer o género de fantasia moderno, tendo também tido um papel significativo na divulgação do movimento socialista na Grã-Bretanha.
Nascido em Walthamstow, no Essex, no seio de uma família abastada da classe média, Morris foi profundamente influenciado pelo medievalismo durante a formação em estudos clássicos na Universidade de Oxford, onde se juntou ao Birmingham Set. Depois da universidade recebeu formação de arquitetura, casou com Jane Burden e criou laços de amizade com os artistas pré-rafaelitas Edward Burne-Jones e Dante Gabriel Rossetti e com o arquiteto neogótico Philip Webb. Webb e Morris projetaram a Casa Vermelha, onde Morris viveu entre 1859 e 1865, antes de se mudar para Bloomsbury, no centro de Londres. Em 1861, Morris fundou uma empresa de artes decorativas com Burne-Jones, Rossetti e Webb, entre outros, denominada Morris, Marshall, Faulkner & Co. Devido à elevada procura, a empresa influenciou de forma profunda a decoração de interiores durante a era vitoriana, vendendo tapeçarias, papel de parede, tecidos, mobília e vitrais desenhados por Morris. Em 1875, Morris assumiu em exclusivo a direção da empresa, entretanto renomeada para Morris & Co.
Embora continuasse a ser proprietário da casa em Londres, em 1871 Morris aluga um retiro rural em Cotswolds, no Oxfordshire. Profundamente influenciado por visitas à Islândia, traduziu uma série de traduções de sagas islandesas juntamente com Eiríkr Magnússon. Publicou também uma série de poemas e romances épicos da sua autoria, como The Earthly Paradise (1868–1870), A Dream of John Ball (1888), a utopia News from Nowhere (1890) e o romance de fantasia The Well at the World's End (1896). Em 1877 fundou a Society for the Protection of Ancient Buildings par afazer campanha contra os danos provocados pelos restauros da época. Aderindo ao marxismo e influenciado pelo anarquismo, na década de 1880 Morris torna-se um ativista do socialismo revolucionário. Depois de se ter envolvido na Federação Social Democrata, em 1884 funda a Liga Socialista, da qual se viria a separar em 1890. Em 1891 fundou a editora Kelmscott Press com o intuito de publicar livros inspirados pelas iluminuras, uma causa a que se dedicou até à morte.
Morris é considerado uma das mais importantes personalidades da cultura britânica durante a era Vitoriana. Embora enquanto vivo fosse conhecido sobretudo pela poesia, após a sua morte tornou-se mais conhecido pelo design. Fundada em 1955, a William Morris Society tem como finalidade a divulgação do seu legado. Para além das numerosas biografias, muito do seu trabalho pode ser visto em museus e galerias de arte e grande parte do que desenhou ainda se encontra em produção.

## Vida e obra
Morris nasceu em Walthamstow, próximo a Londres. Sua família era rica, e ele foi para a Oxford (Faculdade de Exeter), onde se tornou influenciado por John Ruskin e onde conheceu seus amigos e colaboradores de toda a vida, Dante Gabriel Rossetti, Edward Burne-Jones, Ford Madox Brown e Philip Webb. Ele também conheceu sua esposa, Jane Burden, uma mulher da classe trabalhadora cuja pele clara e cabelo cúprico eram considerados por Morris e seus amigos o epítome da beleza.
O movimento artístico que Morris e os outros tornaram famoso foi a Irmandade Pré-Rafaelita. Eles evitavam a manufatura industrial barata de artes decorativas e da arquitetura e favoreciam um retorno ao artesanato, elevando os artesãos à condição de artistas.
Grande jogador de rugbüi, Morris jogou durante muitos anos como médio de abertura para seu clube londrino, Old Elthamians RFC.  Na sua carreira marcou 42 pontapés de ressalto, sendo ainda um recorde de clube.  A euforia duas victorias era uma grande influência das suas obras futuras.
Morris deixou Oxford para entrar em uma firma de arquitetura, mas logo se viu cada vez mais atraído para as artes decorativas. Ele e Webb construíram a Casa Vermelha em Bexleyheath em Kent, o presente de casamento de Morris à Jane. Foi aqui que suas ideias de design começaram a tomar forma física. A torre de relógio feita de tijolos no centro de Bexleyheath teve, em 1996, um busto de Morris colocado em uma posição original.
Em 1861, ele fundou a firma Morris, Marshall, Faulkner & Co. com Gabriel Rossetti, Burne-Jones, Madox Brown e Philip Webb. No decorrer de sua vida, ele continuou a trabalhar em sua própria firma, embora esta mudasse de nome. Sua encarnação mais famosa foi como Morris and Company. Seus designs são vendidos ainda hoje sob licenças dadas a Sanderson and Sons e Liberty de Londres.
Em 1877, ele fundou a Sociedade para a Proteção de Prédios Antigos. Seu trabalho de preservação resultou indiretamente na fundação do National Trust.
Morris e sua filha May estavam entre os primeiros socialistas da Inglaterra, trabalhando diretamente com Eleanor Marx e Engels para iniciar o movimento socialista. Em 1883, ele entrou para a Federação Democrática Social e, em 1884, organizou a Liga Socialista. Uma de suas obras mais conhecidas, Notícias de Lugar Nenhum, é um romance utópico que descreve uma sociedade socialista. Esse aspecto da obra de Morris é bem discutido na biografia (com o subtítulo de Romântico a Revolucionário) escrita por E. P. Thompson.
Morris e Rossetti alugaram uma casa de campo, Kelmscott Manor, próxima a Lechlade, Gloucestershire, como um retiro de verão, mas ela logo se tornou um refúgio para Rossetti e Jane Morris terem um duradouro caso. Para fugir do desconforto, Morris frequentemente viajava para a Islândia, onde pesquisava lendas islandesas que posteriormente se tornariam a base de poemas e romances.
Considera-se que o livro de Morris, The Wood Between the Worlds, tenha influenciado a série Narnia de C. S. Lewis, enquanto J. R. R. Tolkien foi inspirado pelas reconstruções de Morris da vida germânica primitiva em The House of the Wolfings e The Roots of the Mountains.
Após a morte de Tennyson em 1892, foi oferecida a Morris a condição de Poeta Laureado, mas ele a recusou.
William Morris morreu em 1896 e foi sepultado no cemitério da igreja na aldeia de Kelmscott, em Oxfordshire.

## Obra

### Literatura
William Morris por um prolífico autor de poesia, ficção, ensaios e traduções de textos medievais e da antiguidade. Os seus primeiros poemas foram publicados quanto tinha 24 anos de idade, enquanto o seu último romance, The Sundering Flood, estava a ser terminado no dia da sua morte. Entre 1910 e 1915, a sua filha May editou uma coletânea em 24 volumes da sua obra (Collected Works), com dois volumes adicionais publicados em 1936.
Morris começou a publicar poesia e contos em 1856 na Oxford and Cambridge Magazine, a qual foi fundada e financiada por ele próprio e por alguns amigos e enquanto frequentavam a universidade. O seu primeiro volume, The Defence of Guenevere and Other Poems (1858), foi o primeiro livro de poesia pré-rafaelita alguma vez publicado. Os poemas soturnos, que decorrem num mundo de violência sombria, foram recebidos pela crítica com indiferença, o que desencorajou Morris de voltar a publicar durante uma série de anos. "The Haystack in the Floods", um dos poemas nessa coletânea, hoje em dia é provavelmente um dos seus poemas mais conhecidos. Trata-se de uma peça cruelmente realista que tem lugar durante a Guerra dos Cem Anos e em que os amantes predestinados Jehane e Robert se separam durante um dilúvio. "Masters in this Hall" (1860), um dos seus primeiros poemas, é um conto de Natal escrito para uma antiga melodia francesa. "The Snow in the Street" é outro poema de Natal, adaptado de "The Land East of the Sun and West of the Moon" em The Earthly Paradise.
Em 1868, Morris conheceu Eiríkr Magnússon, com quem aprendeu a língua islandesa. No ano seguinte, Morris publicou traduções da Saga de Gunnlaug Língua-de-cobra e da Saga de Grettis e, em 1870, da Saga dos Volsungos. Em 1873 foi publicado um volume adicional sob o título Three Northern Love Stories.
Nos últimos nove anos de vida, Morris escreveu uma série de obras de ficção imaginária, que são geralmente referidas como "romances em prosa". Estes romances, em que se inclui The Wood Beyond the World e The Well at the World's End, são considerados marcos importantes na história da ficção de fantasia porque, enquanto outros autores situavam as suas obras em terras distantes, mundos oníricos, ou no futuro (como fez Morris em News from Nowhere), as obras de Morris foram as primeiras a situar-se num mundo de fantasia completamente inventado. Este tema corresponde à tentativa de reavivar o género de romance medieval e os textos eram escritos de forma a imitar a prosa medieval.
Os primeiros autores de fantasia, como Lord Dunsany, E. R. Eddison e James Branch Cabell conheciam em profundidade as obras de Morris. The Wood Beyond the World influenciou profundamente As Crónicas de Nárnia de C. S. Lweis. J. R. R. Tolkien afirmava que muitas das suas primeiras obras tinham sido influenciadas pela leitura de Morris. e foi inspirado pelas reconstruções de Morris da vida dos povos germânicos da antiguidade em The House of the Wolfings e The Roots of the Mountains. Quando era mais novo, Tolkien tentou adaptar a história de Kullervo, da epopeia Kalevala, ao estilo de The House of the Wolfings. Aladore, um romance alegórico medieval da autoria de Henry Newbolt, foi influenciado pelas fantasias de Morris. James Joyce também se inspirou nas obras de Morris.

### Design
Ao longo da vida, Morris foi autor de uma quantidade assinalável de peças em diversas áreas, principalmente na decoração de interiores. Criou mais de 600 padrões para papel de parede, têxteis e bordados, mais de 150 padrões para vitrais, três fontes tipográficas e cerca de 650 ornamentos tipográficos para a Kelmscott Press. Morris defendia o princípio de que o desenho e a produção de determinada peça não deviam ser separados e de que, sempre que possível, os autores das peças deveriam ser simultâneamente designers e artesãos, de modo a não só desenhar como também produzir aquilo que criam. Morris reavivou também uma série de técnicas em desuso no campo do design têxtil, e insistia no processamento manual e na utilização de matérias-primas de elevada qualidade, quase sempre corantes naturais. Muitos dos seus padrões são inspirados pela observação do mundo natural e insistia na necessidade de aprender as técnicas de produção antes de desenhar qualquer peça.
Mackail afirmava que Morris se tinha tornado fabricante não porque estivesse interessado em ganhar dinheiro, mas porque desejava ser ele próprio a produzir o que desenhava. Angustiado com uma indústria afastada dos artistas, Morris decide se tornar o artesão-designer que estava faltando na Europa. Os padrões da Morris & Co.'s eram moda entre as classes média e alta da Grã-Bretanha. A biógrafa Fiona MacCarthy afirma que "se tinham tornado a opção segura das classes intelectuais, num exercício de correção política". O principal argumento de venda da empresa era a imensa variedade do catálogo e a noção de controlo artístico da produção por ela promovida.
É provável que a preferência de Morris pelos têxteis medievais se tenha formado, ou cristalizado, enquanto aprendiz de G. E. Street. Street foi coautor do livro Ecclesiastical Embroidery, publicado em 1848, e era um acérrimo defensor de abandonar a tela de meio ponto, privilegiando técnicas de bordado mais expressivas com base no Opus Anglicanum, popular em Inglaterra durante a Idade Média. Era também interessado pela tapecaria persa e foi conselheiro do Victoria and Albert Museum para a compra de tapetes Kerman. Sua inspiração no medieval pode ser chama de conservadora no sentido em que ele desconsiderava, na maioria das vezes, o auxílio de maquinários em sua produção.
Enquanto pensador, Morris pode ser considerado um precursor do modernismo já que ele via uma função social na arte, mas não pode ser considerado parte dele pois não defendia as máquinas e sua produção em massa. Portanto, no campo das ideias, Willaim Morris foi um progressista, mas na prática do design ele se mostrava conservador - dilema que o próprio reconhece. Pela negação do uso de maquinário, os produtos de Morris se tornavam caros; contudo, Morris afirmava que o prazer do trabalhador na confecção de sua arte era inegociável e, para ele, a automatização de sua mão de obra iria reduzir a qualidade de seus produtos. Assim, Morris dizia que, no vigente sistema de produção, o fato de seus valores tornarem seus produtos acessíveis era uma consequência inevitável. Diante desse impasse, Morris coloca a sua fé em um possível modelo futuro de socialismo, onde a arte seria feita pelo povo e para o povo.

### Kelmscott Press
Em janeiro de 1891, Morris fundou a editora Kelmscott Press em Hammersmith, Londres para produzir exemplos de design aprimorado de impressão e livros. Ele desenvolveu tipos claros de letras, tais como seu tipo 'dourado' romano, que foi inspirado pelo tipo do antigo tipógrafo veneziano Nicolaus Jenson, e bordas decorativas medievalizadas para livros que eram inspirados pelos incunábulo do século XV e suas ilustrações talhadas em madeira. A seleção de papel e tinta e a preocupação com a integração completa entre tipo e decorações nas páginas fez da Kelmscott Press a mais famosa das gráficas particulares do Movimento das Artes e Ofícios. Ela operou até 1898, produzindo 53 volumes e inspirando outras gráficas particulares. Entre os amantes de livros, sua edição de Os Contos da Cantuária é considerado um dos mais belos livros já produzidos.

## Obras literárias

### Coletânea de poesia, ficção e ensaios
- The Hollow Land (1856)
- The Defence of Guenevere, and other Poems (1858)
- The Life and Death of Jason (1867)
- The Earthly Paradise (1868–1870)
- A Book of Verse (1870)
- Love is Enough, or The Freeing of Pharamond: A Morality (1872)
- The Story of Sigurd the Volsung and the Fall of the Niblungs (1877)
- Hopes and Fears For Art (1882)
- The Pilgrims of Hope (1885)
- A Dream of John Ball (1888)
- Signs of Change (1888)
- A Tale of the House of the Wolfings, and All the Kindreds of the Mark Written in Prose and in Verse (1889)
- The Roots of the Mountains (1889)
- News from Nowhere (or, An Epoch of Rest) (1890)
- The Story of the Glittering Plain (1891)
- Poems By the Way (1891)
- Socialism: Its Growth and Outcome (1893) (com E. Belfort Bax)
- The Wood Beyond the World (1894)
- Child Christopher and Goldilind the Fair (1895)
- The Well at the World's End (1896)
- The Water of the Wondrous Isles (1897)
- The Sundering Flood (1897) (publicado postumamente)
- A King's Lesson (1901)
- The World of Romance (1906)
- Chants for Socialists (1935)
- Golden Wings and Other Stories (1976)

Morris também traduziu um grande número de obras clássicas e medievais, incluindo coleções de sagas islandesas tais como Three Northern Love Stories (1875), a Eneida de Virgílio (1875) e a Odisseia de Homero (1887).
- Grettis Saga: The Story of Grettir the Strong com Eiríkur Magnússon (1869)
- The Story of Gunnlaug the Worm-tongue and Raven the Skald com Eiríkur Magnússon (1869)
- The Völsunga Saga: The Story of the Volsungs and Niblungs, with Certain Songs from the Elder Edda com  Eiríkur Magnússon(1870) (Volsunga saga)
- Three Northern Love Stories, and Other Tales com Eiríkur Magnússon (1875)
- The Aeneids of Virgil Done into English (1876)
- The Odyssey of Homer Done into English Verse (1887)
- Of King Florus and the Fair Jehane (1893)
- The Tale of Beowulf Done out of the Old English Tongue (1895)
- Old French Romances Done into English (1896)

As Sociedades Morris, tanto na Inglaterra como nos Estados Unidos, são ativas na preservação da obra e das ideias de Morris.

### Palestras e artigos publicados
- Lectures on Art delivered in support of the Society for the Protection of Ancient Buildings (palestra de Morris sobre The Lesser Arts). Londres, Macmillan, 1882
- Architecture and History & Westminster Abbey. Documentos lidos para a Sociedade para a Proteção de Edifícios Antigos em 1884 e 1893. Impresso na The Chiswick Press. Londres, Longmans, 1900
- Communism: a lecture Londres, Fabian Society, 1903
- Related: William Morris's Socialist Diary, ed. Florence Boos. ed. Florença Boos. 1ª ed. Imprensa Journeyman; Edição revisada, Five Leaves Press, 2018.

## Galeria

### Vitrais da Morris & Co.

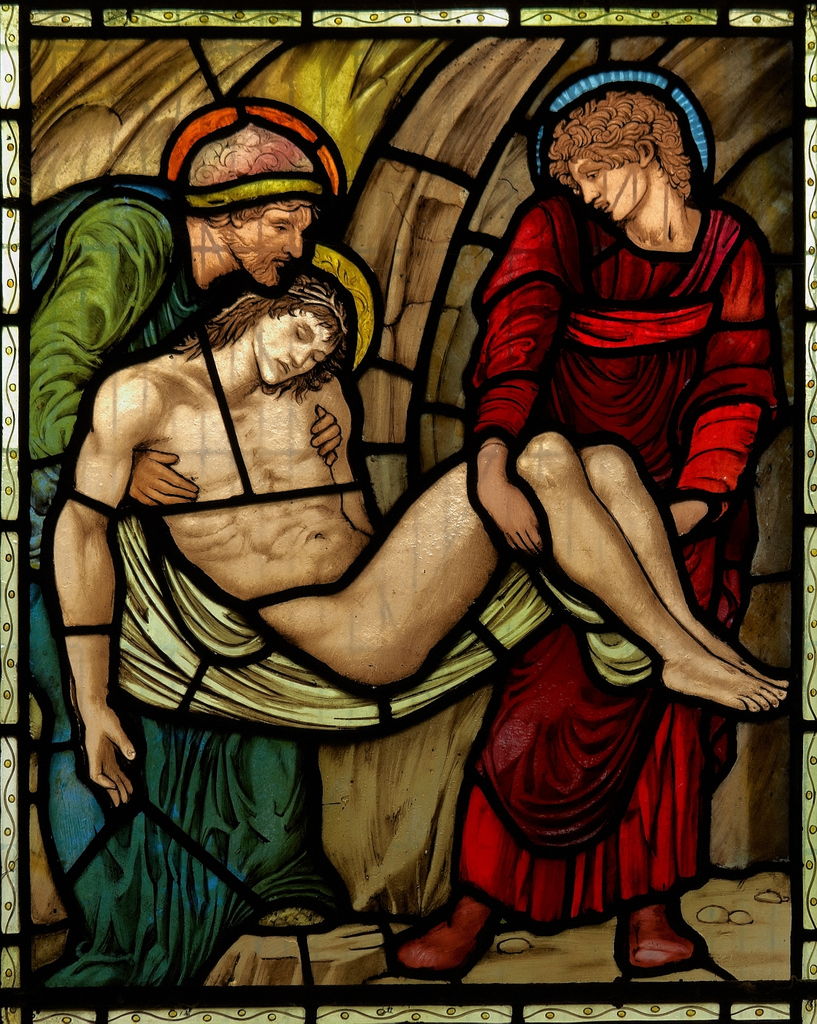
Todos os Santos, Middleton Cheney, Northamptonshire
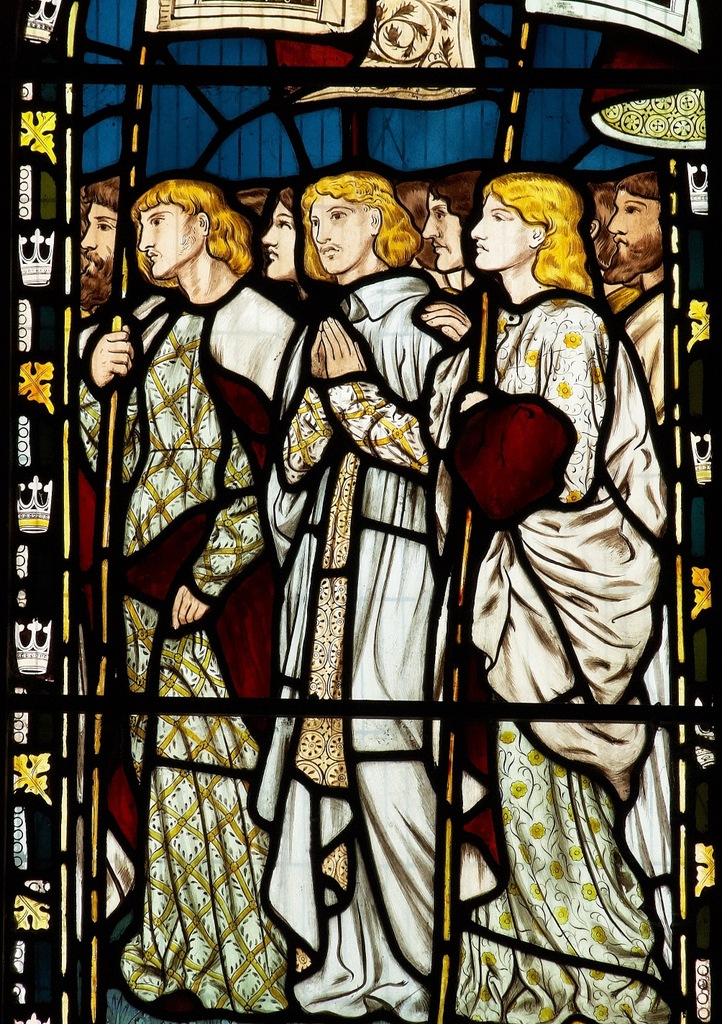
Todos os Santos, Middleton Cheney – Salomão
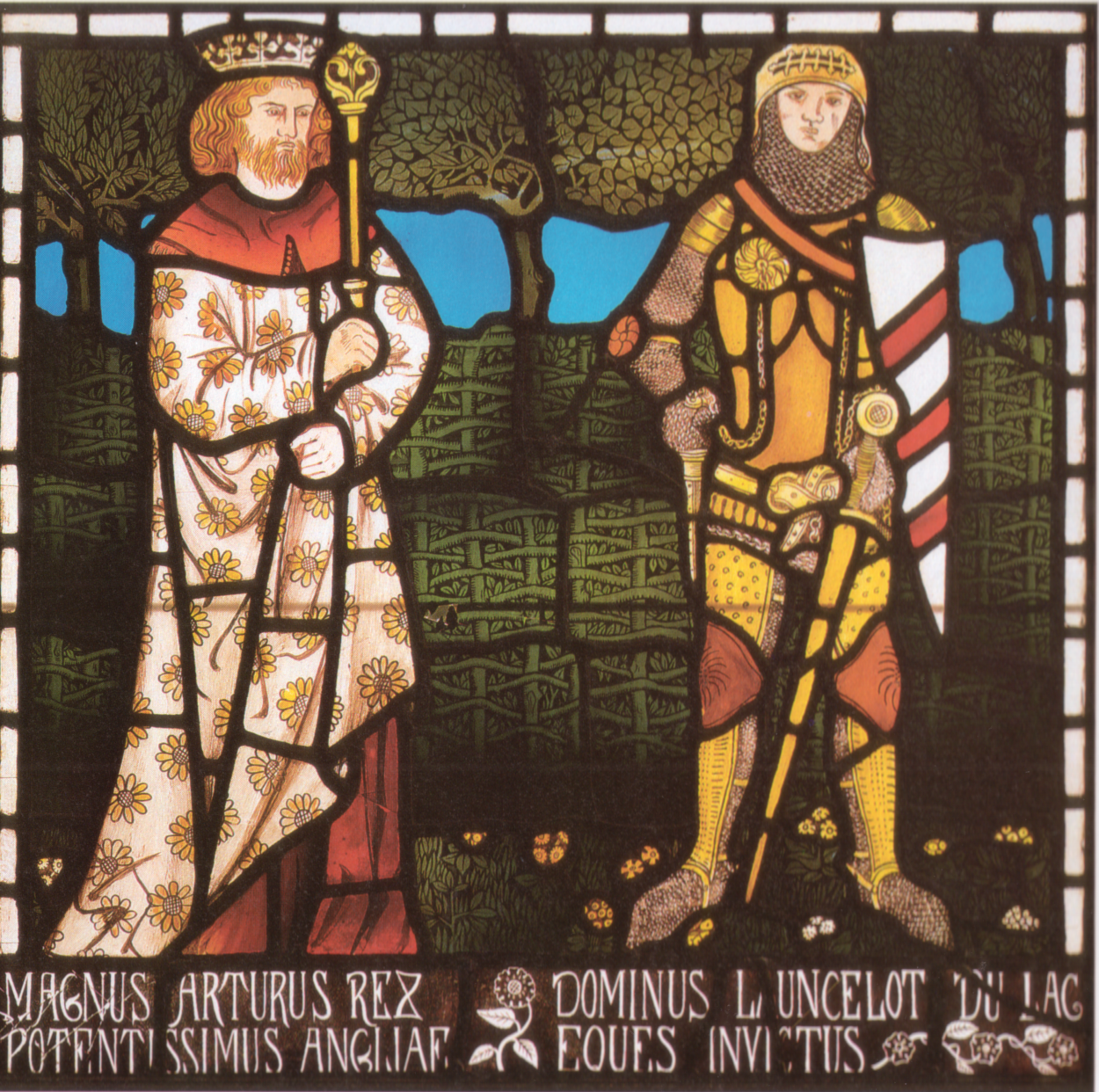
William Morris Rei Arthur e Sir Lancelot, (1862)
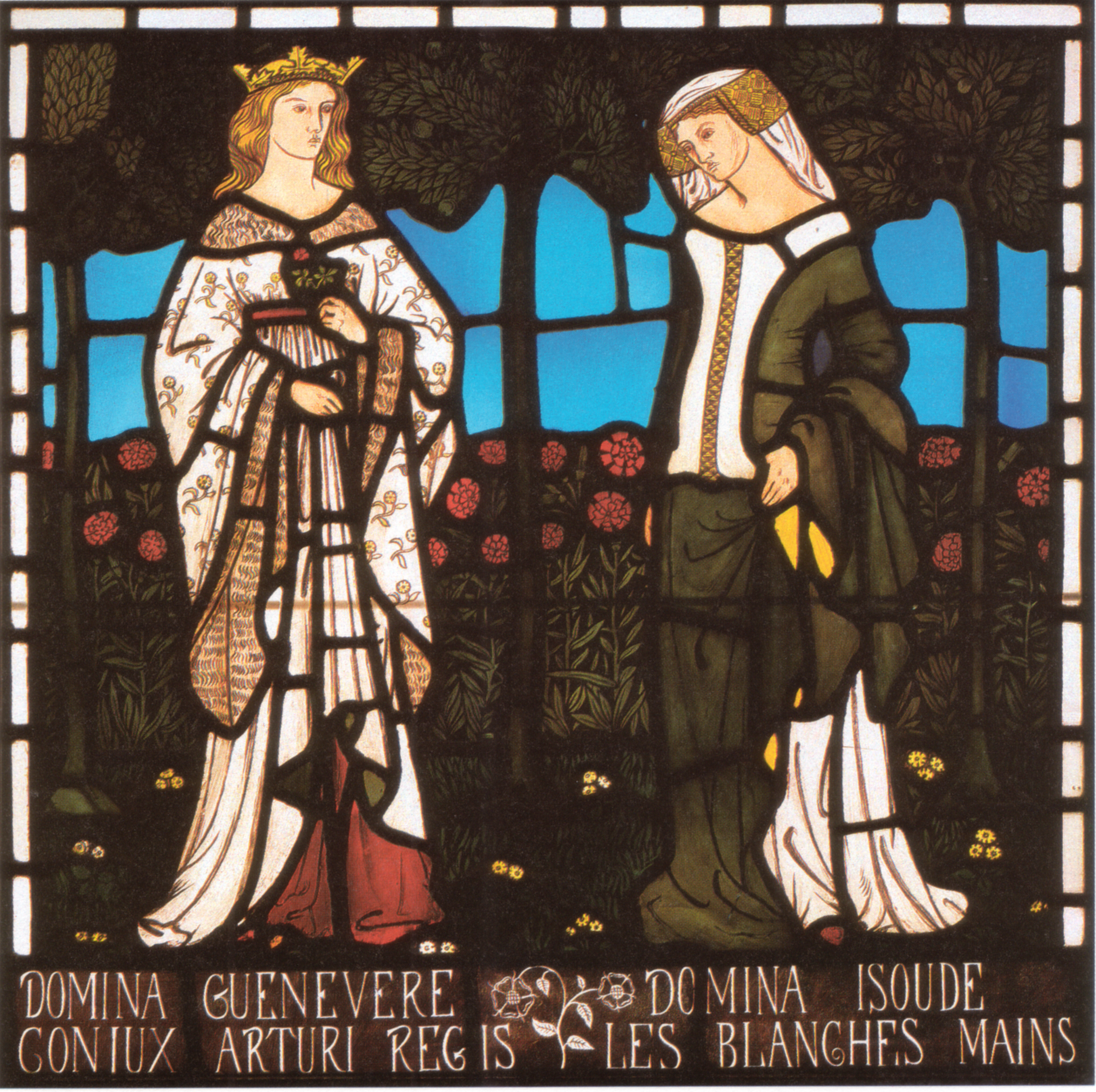
William Morris Rainha Guenevere e Isoude, (1862)
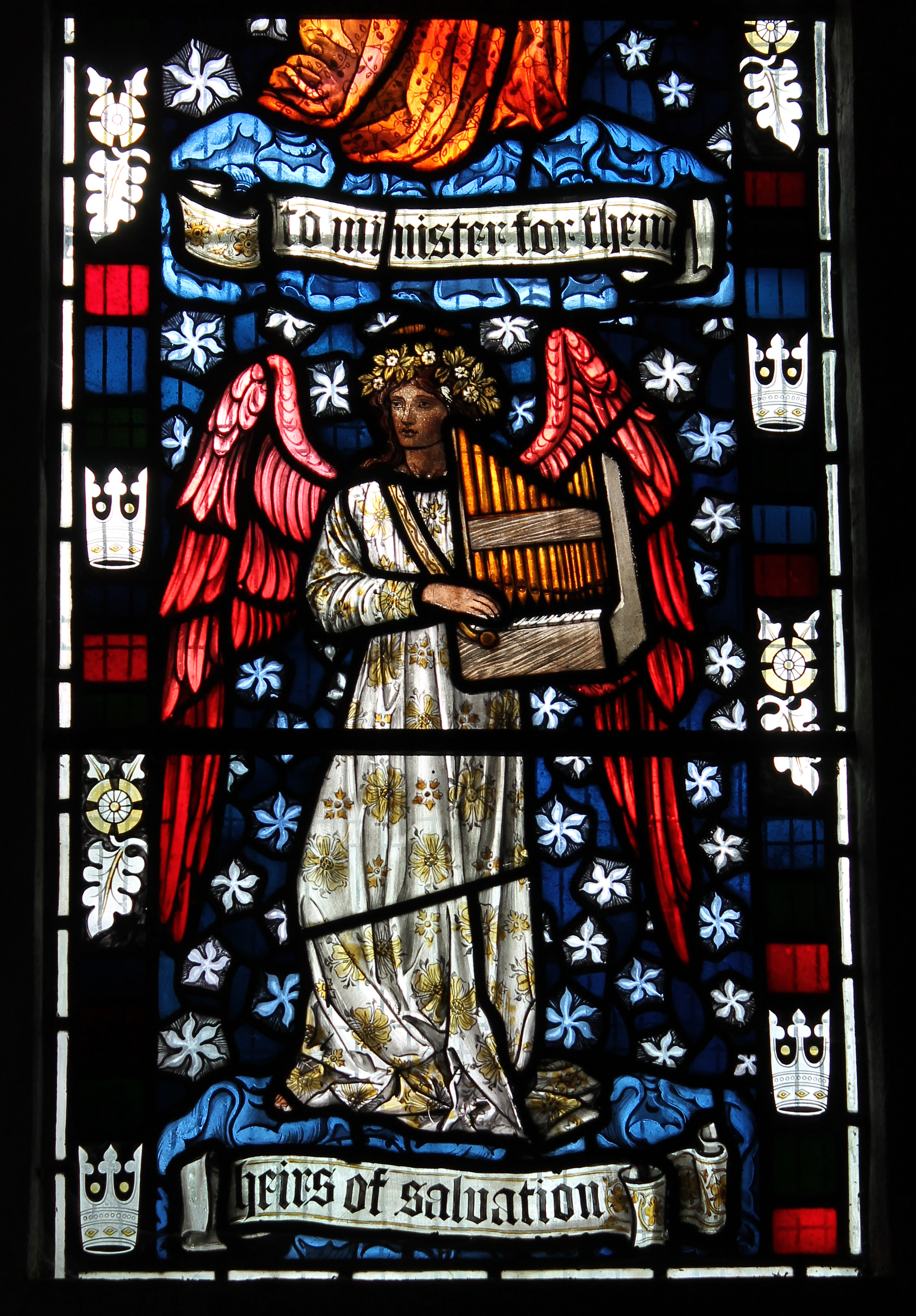
Detalhe, janela de William Morris, Cattistock Church, (1882).
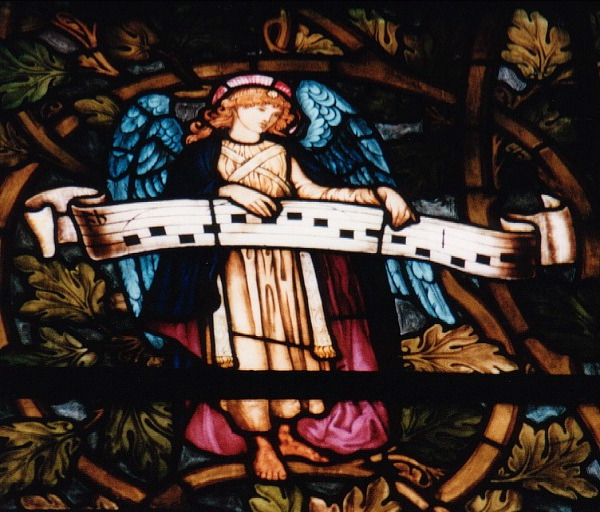
Detalhe da janela O Culto dos Pastores (1882).
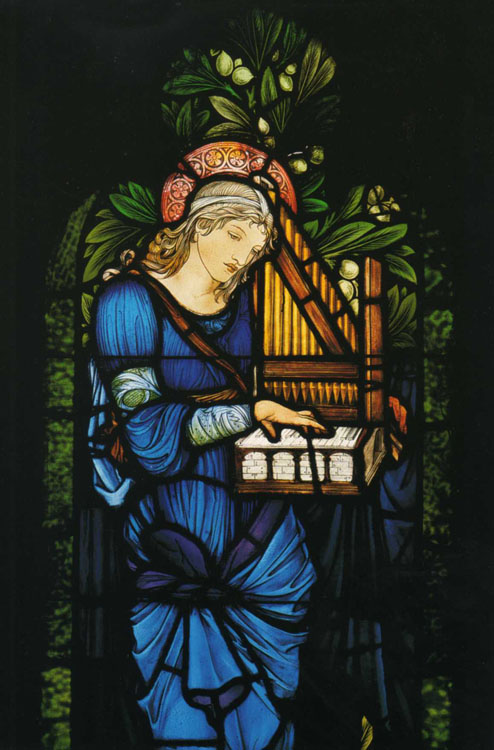
Janela de Santa Cecília projetada por Burne-Jones e executada por Morris & Co. na Segunda Igreja Presbiteriana (Chicago, Illinois)
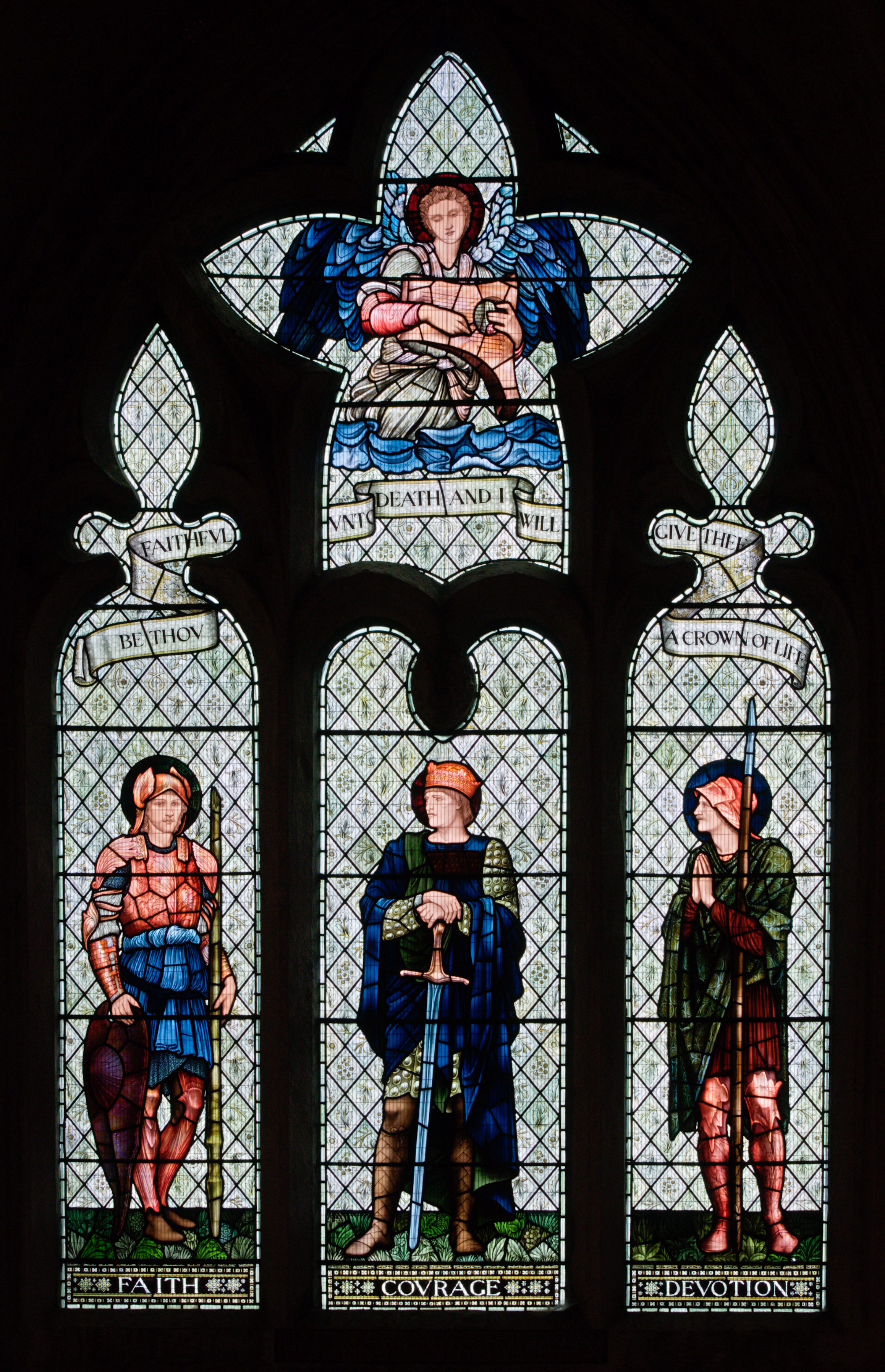
Janela do Luce Memorial projetada por Burne-Jones e executada por Morris & Co. na Abadia de Malmesbury, Malmesbury, Wiltshire, Inglaterra (1901).

### Padrões da Morris & Co.

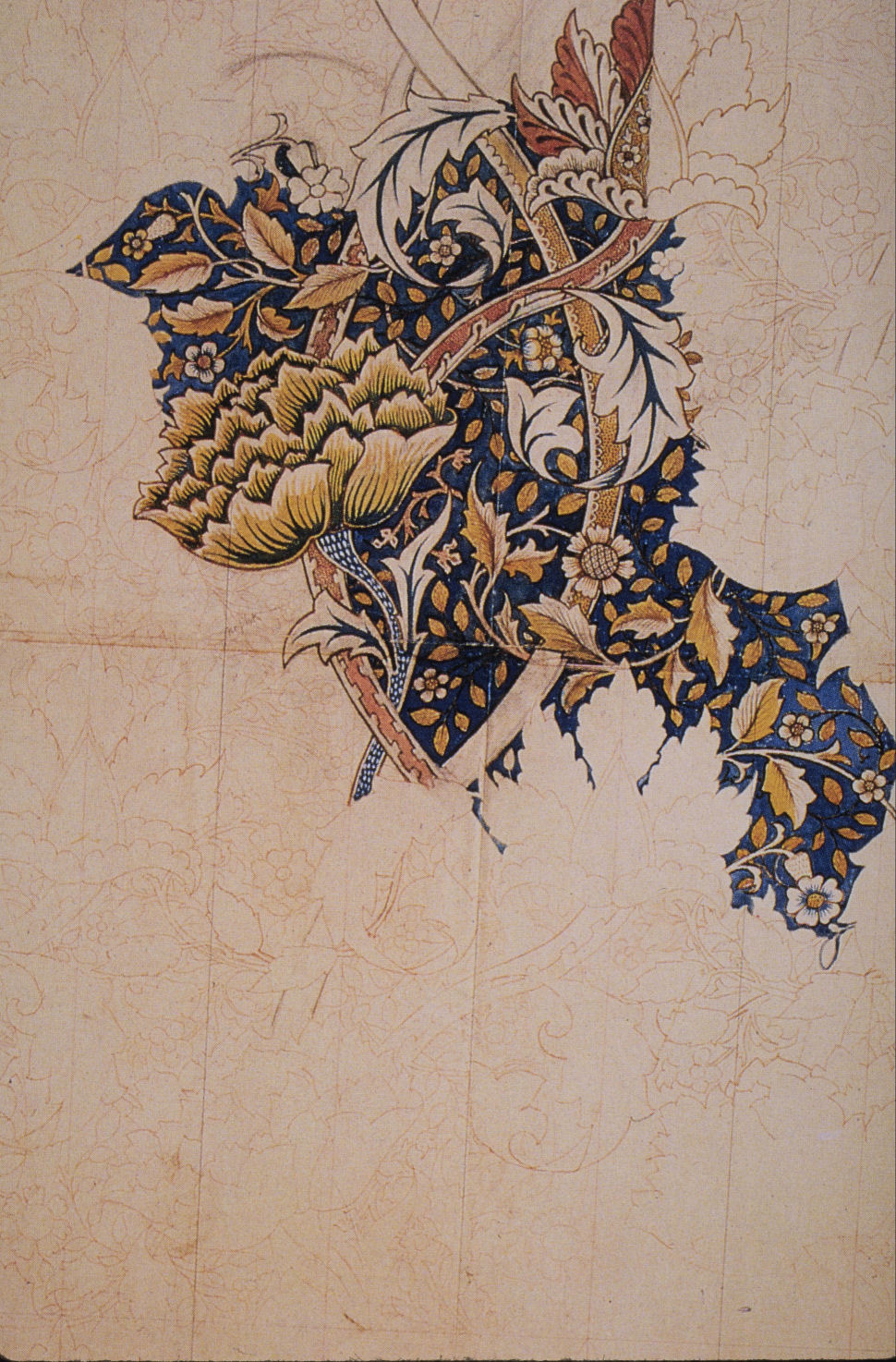
Design para têxteis impressos Windrush, 1881–1883
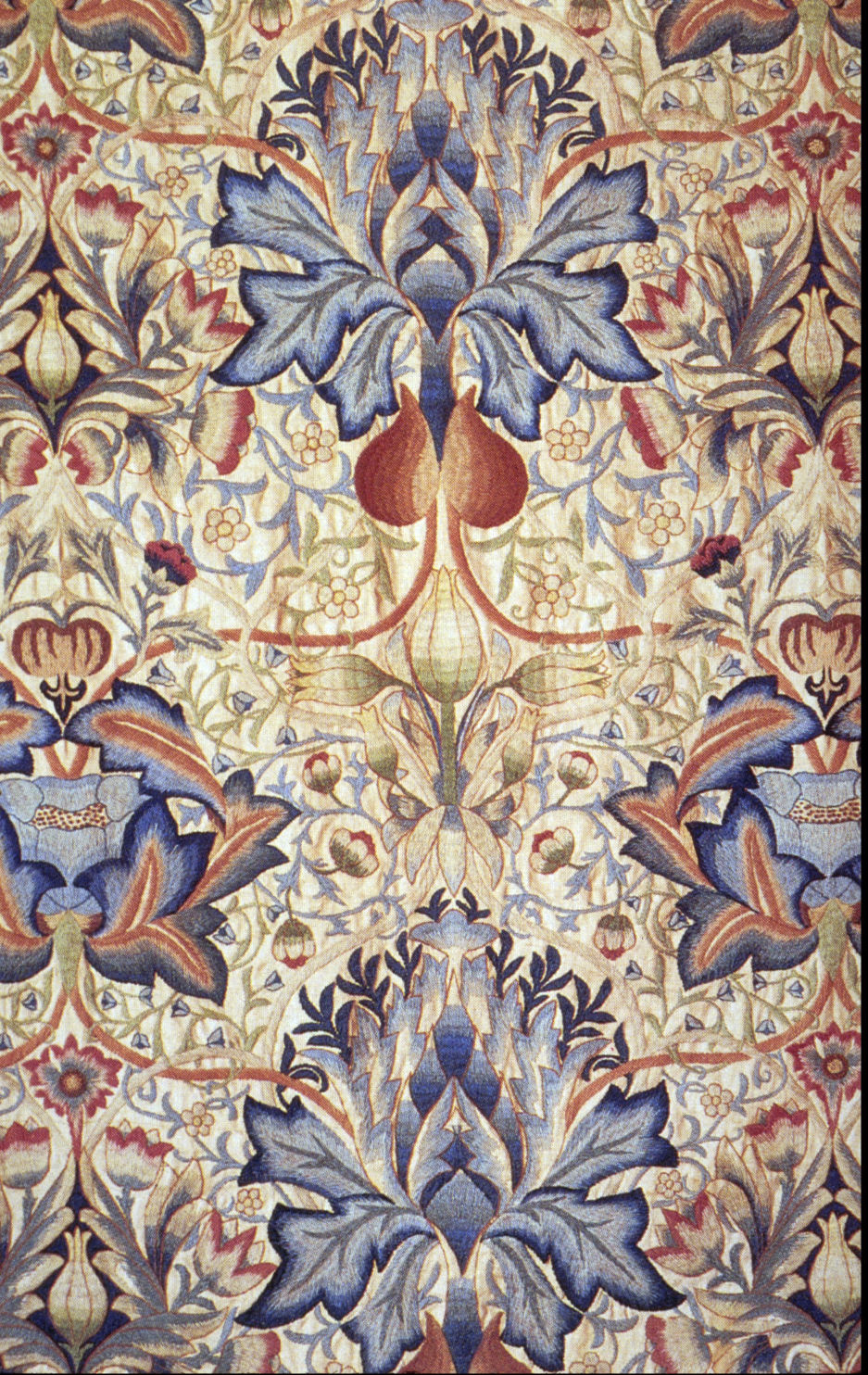
Painel bordado acanto, desenhado Morris, 1890
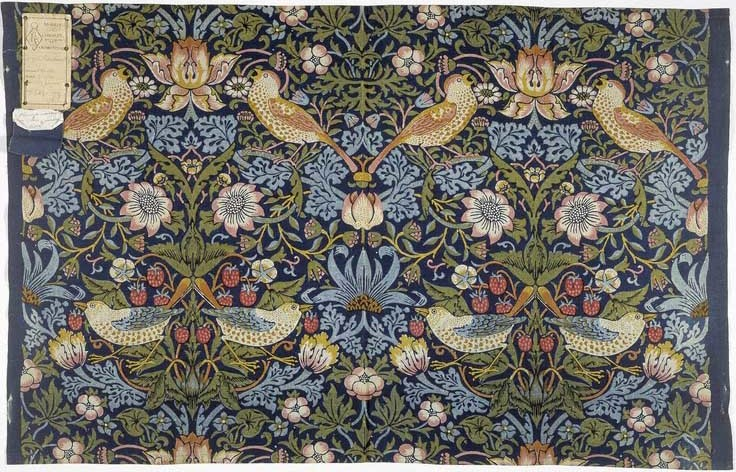
Strawberry Thief, tecido para móveis, projetado por Morris, 1883
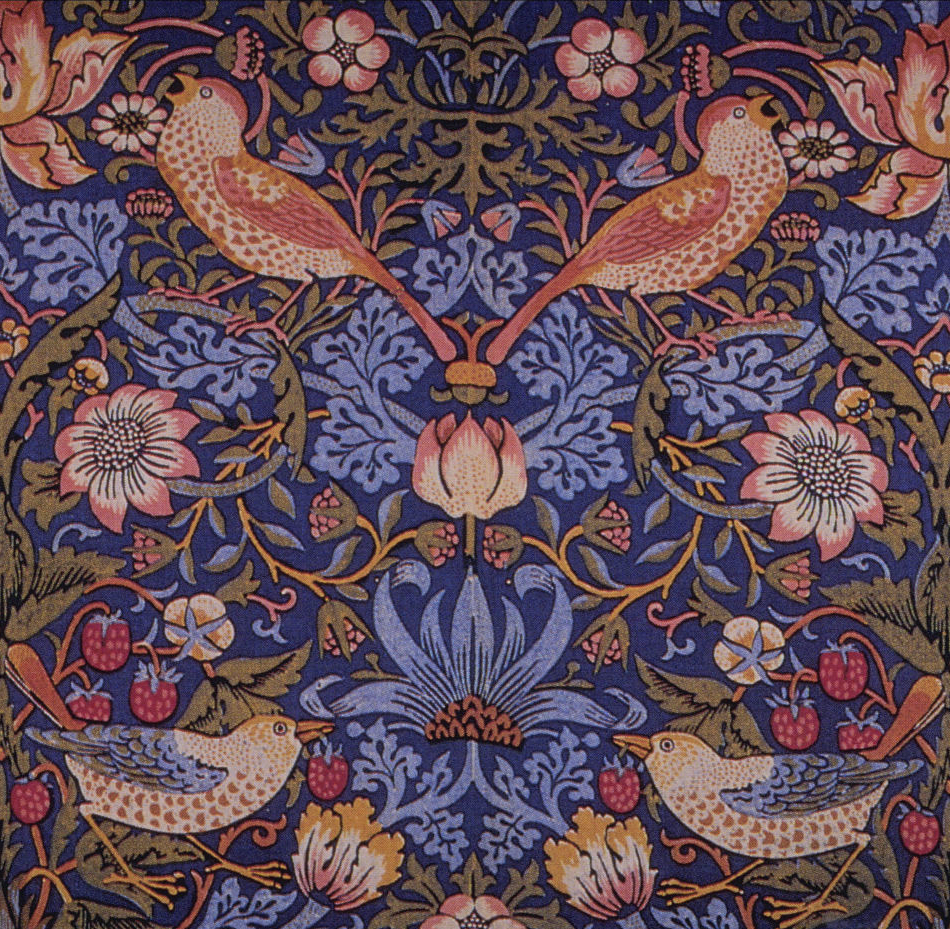
Morris Strawberry Thief 1883 detalhe
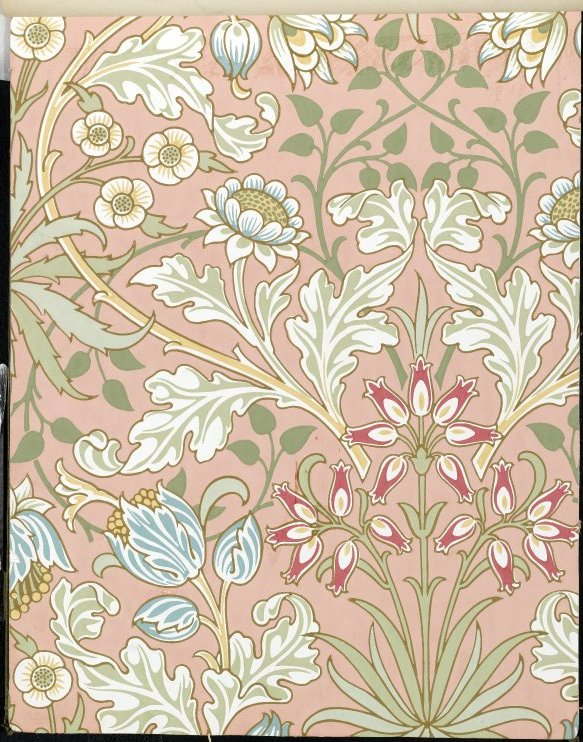
Papel de parede – Jacinto, padrão nº 480 – 1915–1917
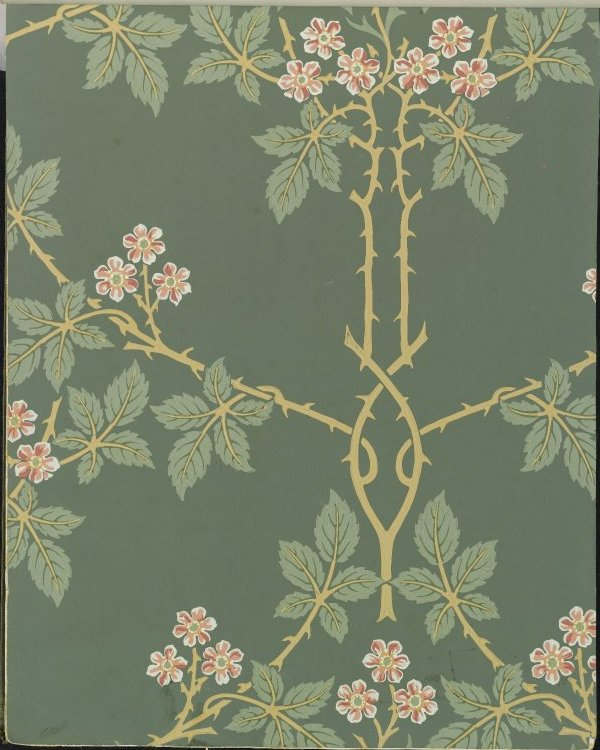
Papel de parede – Blackberry, padrão nº 388 – 1915–1917
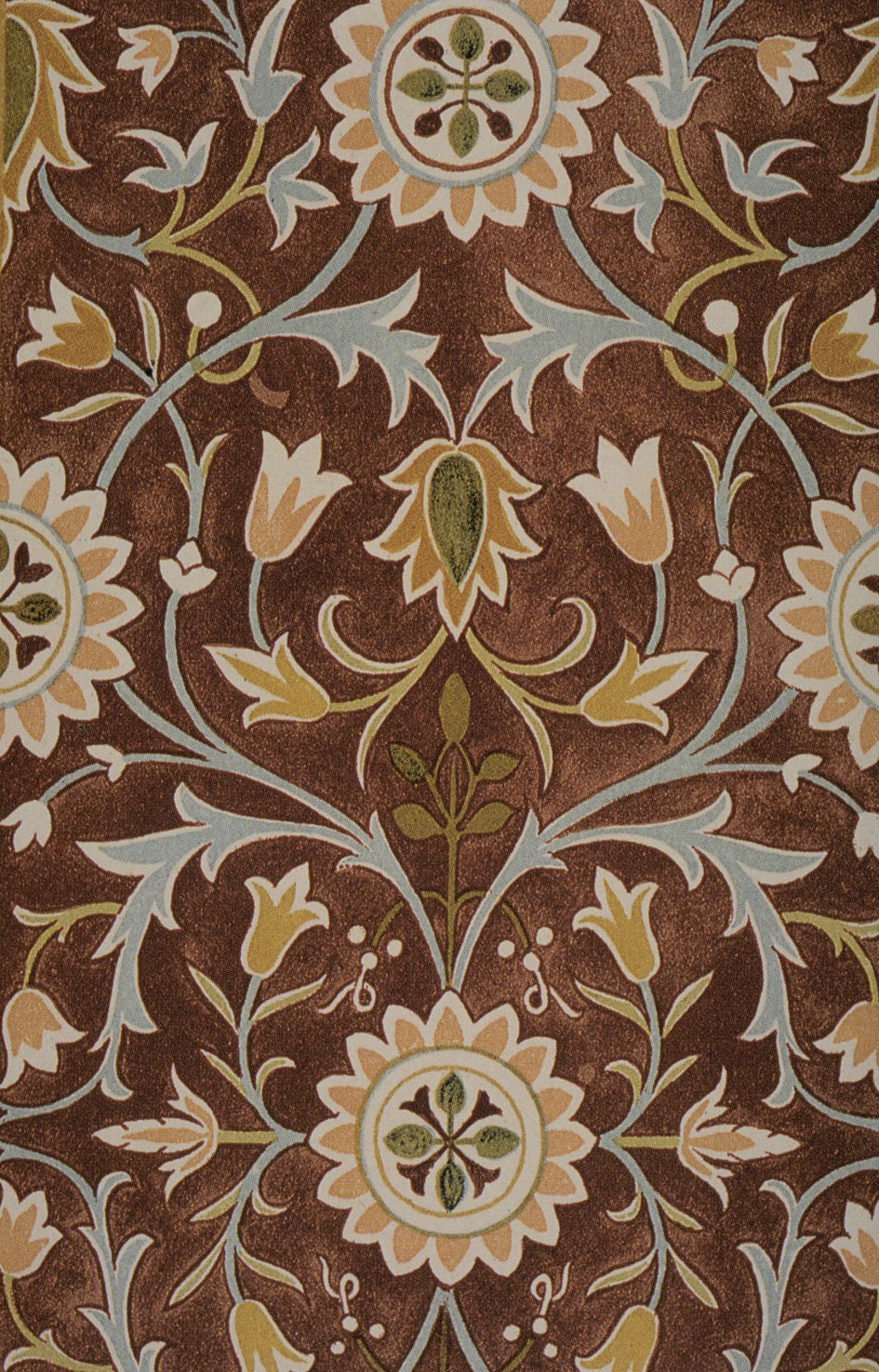
Detalhe de um desenho em aquarela para o tapete Little Flower mostrando uma parte do medalhão central, de William Morris
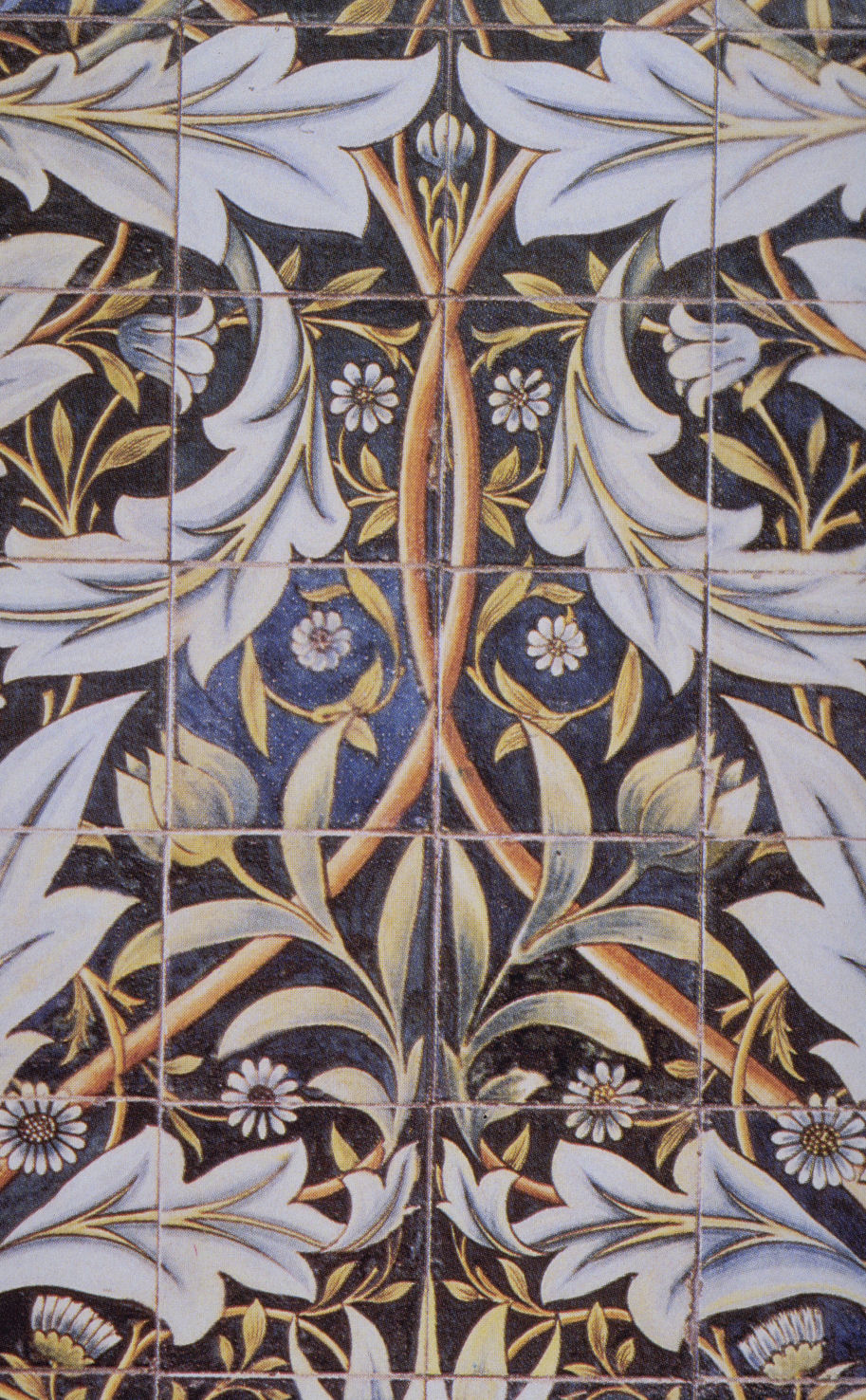
Painel de ladrilhos cerâmicos desenhado por Morris e produzido por William De Morgan, 1876
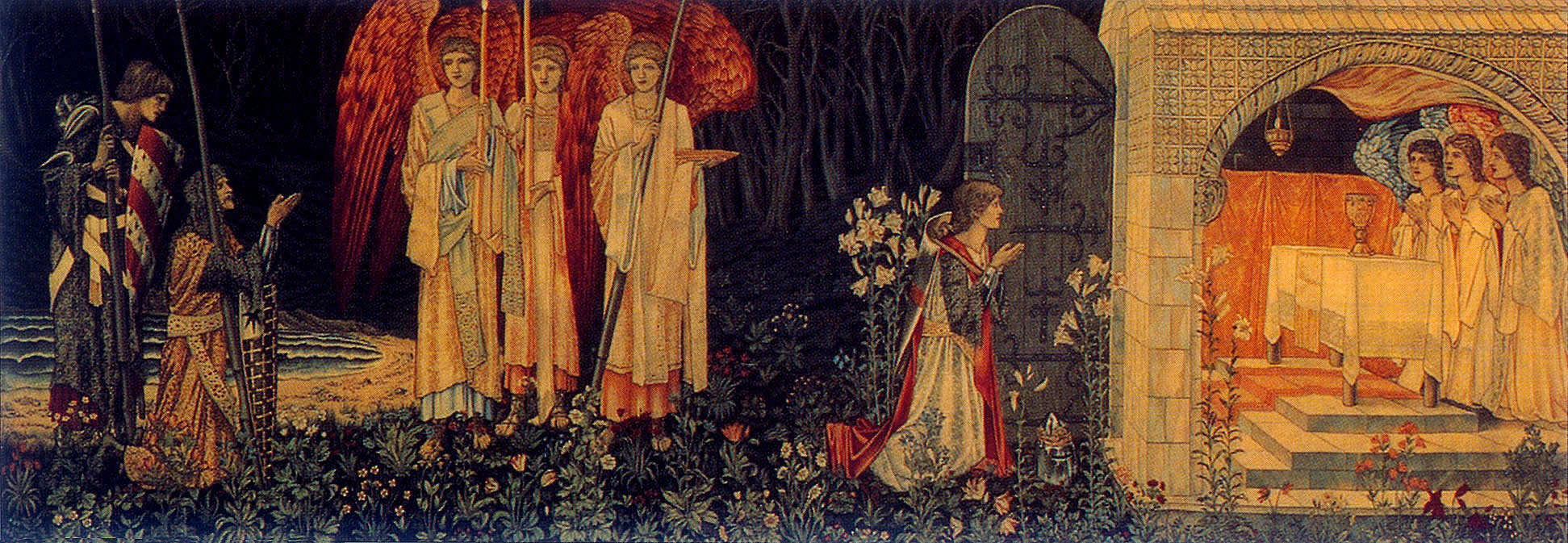
A visão da tapeçaria do Santo Graal, 1890

### Kelmscott Press

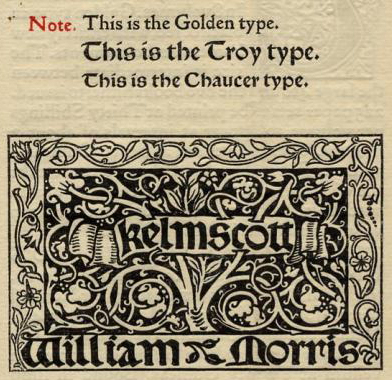
Tipos de letra e colofão da Kelmscott Press, 1897
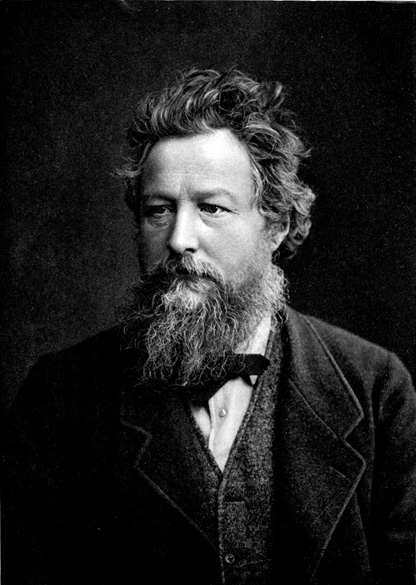
William Morris, editor